# KkStB 37
Die Dampflokomotivreihe kkStB 37 waren Güterzug-Schlepptenderlokomotiven der kkStB, die ursprünglich von der Dalmatiner Staatsbahn stammten.
Die sechs Lokomotiven wurden 1877 von der Wiener Neustädter Lokomotivfabrik an die Dalmatiner Staatsbahn geliefert.
Sie wurden nach 1896 neu bekesselt. Die Tabelle zeigt die Dimensionen mit den neuen Kesseln.
Diese Lokomotiven der Bauart C hatten bei der Dalmatiner Staatsbahn die Nummern 1–6 und wurden nach der Verstaatlichung von der kkStB als 37.01–06 eingereiht.
Sie zählten zu den kleineren und schwächeren Dreikupplern der kkStB.
Nach dem Ersten Weltkrieg wurden die verbliebenen Maschinen zwischen den FS und den Eisenbahnen des Königreichs der Serben, Kroaten und Slowenen aufgeteilt. Die FS schieden sie aus, ohne ihnen eine eigene Reihenbezeichnung zu geben. Die JDŽ ordneten sie als Reihe 121 ein.
Die kkStB hatte die Reihennummer 37 schon zuvor an zwölf Lokomotiven der Rakonitz-Protiviner Bahn vergeben. Diese wurden 1892 in 32.13–24 umgezeichnet.